# Płyta Wschodniołabska
Płyta Wschodniołabska (czes. Východolabská tabule) jest zachodnią częścią Płyty Wschodnioczeskiej (czes. Východočeská tabule).
Od północy graniczy z Wyżyną Jiczyńską (czes. Jičínská pahorkatina), od wschodu z Płytą Orlicką (czes. Orlická tabule), od południowego wschodu i południa z Wyżyną Switawską (czes. Svitavská pahorkatina), od południowego zachodu z Górami Żelaznymi (czes. Železné hory), od zachodu z Płytą Środkowołabską (czes. Středolabská tabule).
Zbudowana jest głównie ze skał osadowych wieku górnokredowego: piaskowców, mułowców, iłowców.
Leży w dorzeczu Łaby (czes. Labe) i jej dopływów.

## Podział
Płyta Wschodniołabska:
- Płyta Cidlińska (czes. Cidlinská tabule) – Holý (323 m n.p.m.)
- Płyta Chlumecka (czes. Chlumecká tabule) – Na šancích (352 m n.p.m.)
- Kotlina Pardubicka (czes. Pardubická kotlina) – Kunětická hora (307 m n.p.m.)

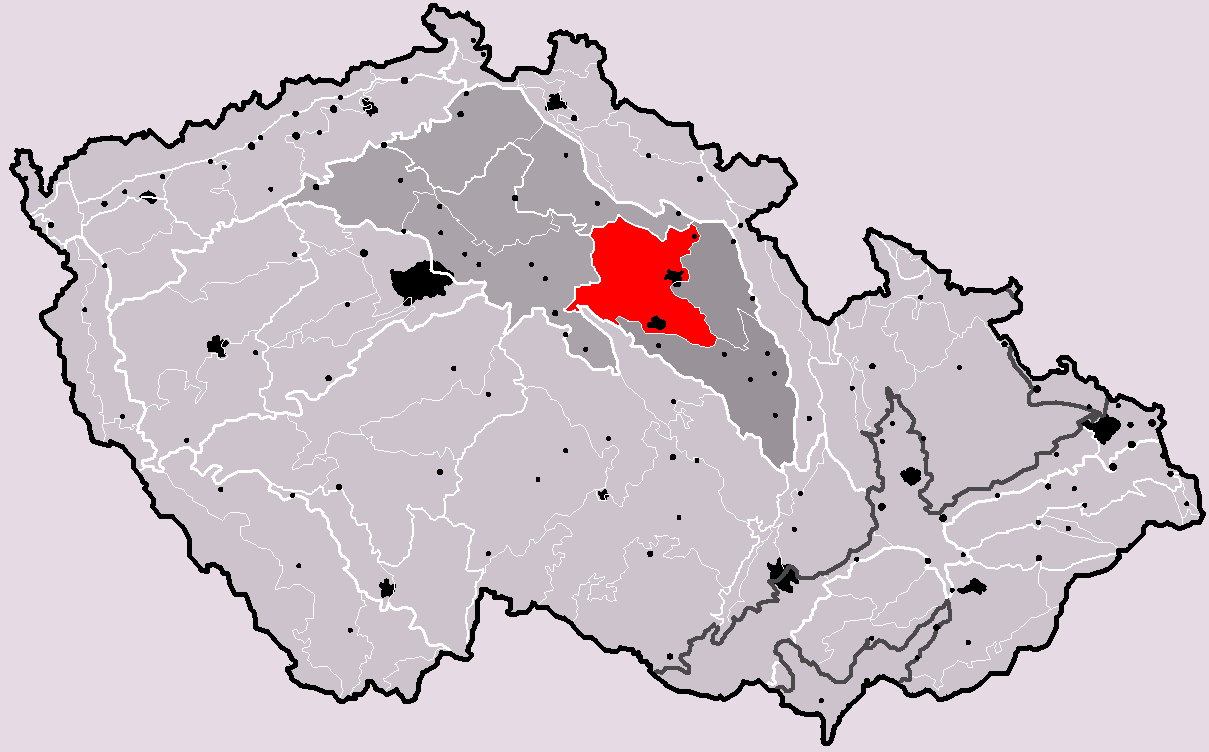
Położenie Płyty Wschodniołabskiej